# Zuidelijke Sahara-doornstaartagame
De zuidelijke Sahara-doornstaartagame (Uromastyx dispar) is een hagedis uit de familie agamen (Agamidae). De soort komt voor in Mauritanië, Soedan, Tsjaad, Westelijke Sahara, Algerije en Mali.
Er worden drie ondersoorten onderscheiden:
- Uromastyx dispar dispar (von Heyden, 1827)
- Uromastyx dispar flavifasciata (Mertens, 1962)
- Uromastyx dispar maliensis (Joger & Lambert, 1996)